# Le Mesnil-Durand (Manche)
Le Mesnil-Durand est une ancienne commune du département de la Manche intégrée au territoire de Pont-Hébert en 1836.

## Toponymie
Le nom de la localité est attesté sous la forme de Maisnillo-Durand au XIIe siècle. L'ancien français mesnil, « domaine rural », est à l'origine de nombreux toponymes, notamment en Normandie. Durand est un anthroponyme.

## Histoire
En 1836, Le Mesnil-Durand fusionne avec Bahais et Esglandes pour former la nouvelle commune de Pont-Hébert.

## Administration
| Période | Période | Identité               | Étiquette | Qualité |
| --- | ------- | ---------------------- | --------- | ------- |
| ? | 1792    | Pierre Leboydre        |           |         |
| 1792 | 1793    | Thomas Aupoix          |           |         |
| 1793 | 1795    | Jean Godard            |           |         |
| 1795 | 1797    | Jean Torquet           |           |         |
| 1797 | 1798    | Thomas Aupoix          |           |         |
| 1798 | 1798    | André Louis Esnault    |           |         |
| 1798 | 1799    | Jean Duclouet          |           |         |
| 1799 | 1800    | Charles Lecluse        |           |         |
| 1800 | 1806    | Jean Torquet           |           |         |
| 1806 | 1821    | André Louis Esnault    |           |         |
| 1822 | 1834    | Cyprien Girre          |           |         |
| 1835 | 1836    | Isidore Clément Tabard |           |         |
| Une partie des données est issue de liste établie par issue de l'ouvrage "601 communes et lieux de vie de la Manche" |         |                        |           |         |

## Démographie
| 1793 | 1800 | 1806 | 1821 | 1831 |
| ---- | ---- | ---- | ---- | ---- |
| 460  | 478  | 507  | 493  | 560  |

## Lieux et monuments

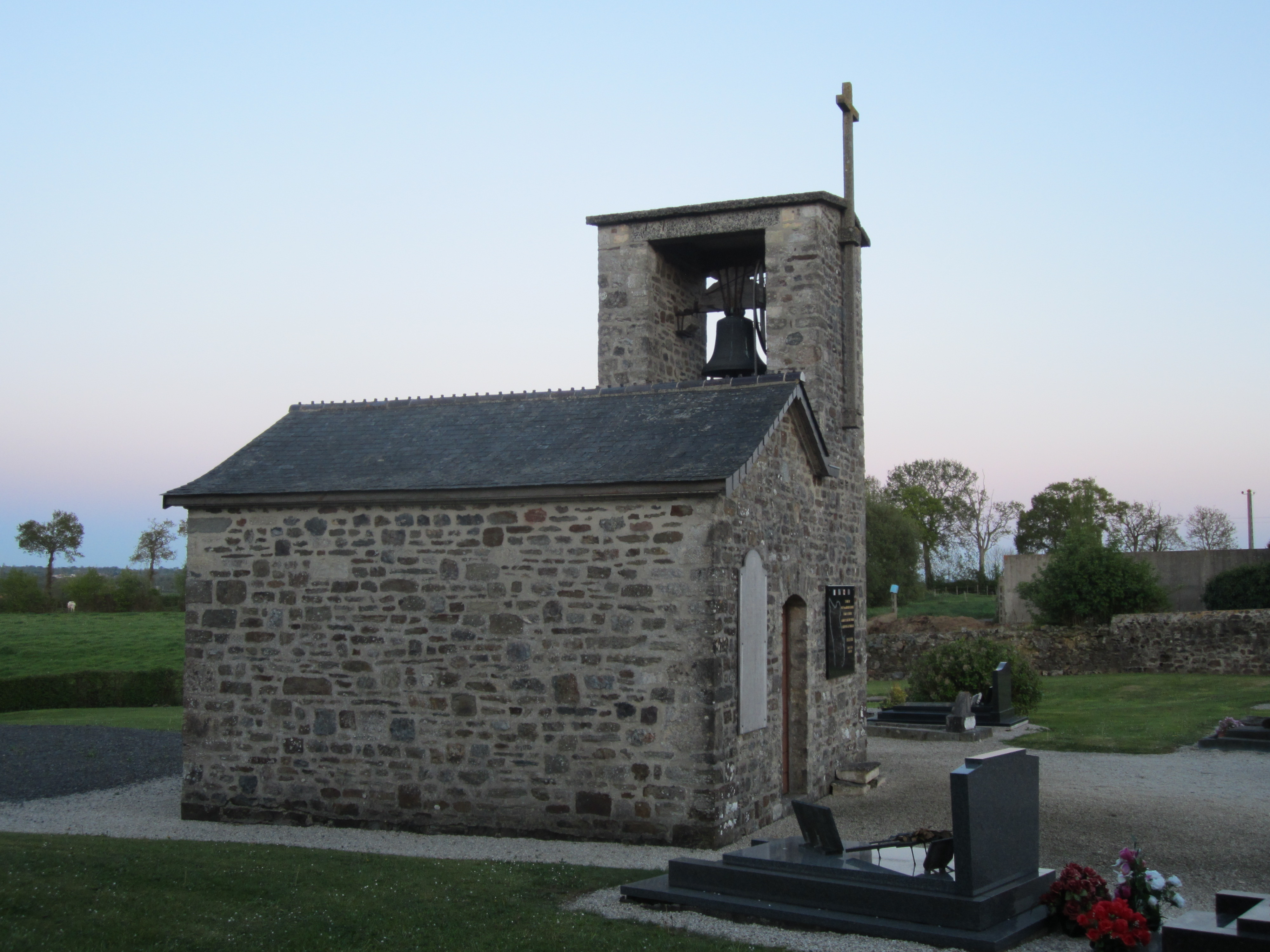
L'église Saint-Pierre

- Chapelle Saint-Pierre.